# Mesoamerikansk boldspil
 Der er for få eller ingen kildehenvisninger i denne artikel, hvilket er et problem. Du kan hjælpe ved at angive troværdige kilder til de påstande, som fremføres i artiklen.

Det mesoamerikanske boldspil var en sport med rituelle associationer, som blev spillet i mere end 3000 år af befolkningen i Mesoamerika i præ-columbiansk tid, og nogle få steder bliver det stadig spillet af deres indianske efterkommerne i området.
Som man kan forvente med et spil, der har været spillet i så lang tid i flere forskellige lande, har spillets regler med tiden og stedet ændret sig, så det mesoamerikanske boldspil mere præcist kan beskrives som en familie af beslægtede spil. Nogle udgaver blev spillet af to personer, andre af to hold.
Spillene havde det tilfælles, at de blev spillet med en hård gummibold på en bane formet som det store bogstav "I". 
Aztekerne kaldte spillet tlachtli mens andre central-mexicanske folk kaldte det tlaxtli, ulama hed spillet i Sinaloa (hvor det stadig spilles), mens poc-ta-tok var det yucatekiske maya-navn for spillet.
Alle præ-columbianske ruiner af en vis størrelse i området, har mindst en boldbane, ofte flere. Gamle byer med særligt flotte boldbaner i god bevaringsstand er blandt andre Copan, Iximche, Monte Albán, Uxmal og Zaculeu; den største af de gamle boldbaner befinder sig i Chichén Itzá, dækkende et areal på 166 gange 68 meter.
Selvom man spillede boldspillet som tidsfordriv, og børnene spillede det som en leg, havde spillet også vigtige rituelle aspekter, og store formelle boldspil blev afholdt som rituelle begivenheder. Spillet mellem konkurrerende hold symboliserede kampene mellem guderne i himlen og underverdenens herskere. Bolden symboliserede solen. I nogle af disse rituelle spil, blev anføreren for det tabende hold halshugget som en menneskeofring. Hans kranium blev brugt som indmaden i en ny gummibold.
Popol Vuh, der ofte benævnes som "mayaernes bibel", indeholder lange afsnit der fortæller om rituelle boldspil mellem heltetvillingerne og underverdenes herskere.
Boldspillere og boldspillet er hyppigt anvendte temaer i mesoamerikansk kunst.